# Leon (Kansas)
Leon és una població dels Estats Units a l'estat de Kansas. Segons el cens del 2000 tenia 645 habitants.

## Demografia
Segons el cens del 2000, Leon tenia 645 habitants, 245 habitatges, i 175 famílies. La densitat de població era de 422,1 habitants/km².
Dels 245 habitatges en un 38,4% hi vivien nens de menys de 18 anys, en un 57,6% hi vivien parelles casades, en un 10,6% dones solteres, i en un 28,2% no eren unitats familiars. En el 24,5% dels habitatges hi vivien persones soles l'11,8% de les quals corresponia a persones de 65 anys o més que vivien soles. El nombre mitjà de persones vivint en cada habitatge era de 2,63 i el nombre mitjà de persones que vivien en cada família era de 3,18.
Per edats la població es repartia de la següent manera: un 31,6% tenia menys de 18 anys, un 7,4% entre 18 i 24, un 27,9% entre 25 i 44, un 19,2% de 45 a 60 i un 13,8% 65 anys o més.
L'edat mediana era de 33 anys. Per cada 100 dones de 18 o més anys hi havia 95,1 homes.
La renda mediana per habitatge era de 40.089 $ i la renda mediana per família de 48.000 $. Els homes tenien una renda mediana de 35.938 $ mentre que les dones 25.859 $. La renda per capita de la població era de 18.953 $. Entorn del 6,7% de les famílies i el 6,6% de la població estaven per davall del llindar de pobresa.

## Poblacions més properes
El següent diagrama mostra les poblacions més properes.